# Бикель, Теодор
Теодор Бикель (англ. Theodore Meir Bikel; 2 мая 1924 — 21 июля 2015) — американский актёр и общественный деятель, популярный исполнитель фолк-музыки и еврейских народных песен на идише. Выпустил несколько грампластинок русского городского романса.

## Биография

### Ранние годы
Родился 2 мая 1924 года в Вене, в семье уроженцев Черновиц Йосефа Бикеля и Мириам (Марии Гизеллы) Риглер. Его отец, после службы в австрийской армии, в это время учился в Венском университете. Двоюродные братья — румынский еврейский писатель и критик Шлойме Бикл и философ Лотар Бикель. После аншлюса Австрии семья Бикелей в 1939 году перебралась в подмандатную Палестину (которая после войны стала Израилем), где он вступил в киббуц Масада, в 1945 году переехал в Лондон и в 1954 году в Нью-Йорк. Уже тогда Теодор проявлял немалые актёрские и вокальные способности.

### Театр
В 1943 году работал в театре «Габима», и в 1944 году стал одним из основателей Камерного театра («Камери») — ныне одного из самых престижных театров Израиля. После Второй мировой войны в 1946 году Теодор Бикель поступил в Лондонскую Академию драматического искусства и уже тогда был известен как исполнитель еврейских народных песен. Через четыре года он стал получать роли в театральных постановках, в 1949 году сыграл Митча в пьесе Теннеси Уильямса «Трамвай Желание».

### Кино
С 1951 года талант Теодора Бикеля нашёл себя и в кино. Он — известный актёр театра и кино, снялся более чем в ста телесериалах и кинофильмах, среди которых такие известные, как «Моя прекрасная леди», «Мулен Руж», «Рыцарь дорог», «Вавилон — 5», «Преступление и наказание», телесериал «Коломбо» и многие другие. В 1954 году Бикель поселился в США, получил роли в Голливуде (в том числе, роль командира русской подводной лодки). Снимался в кино, в том числе в фильмах, пользовавшихся большой известностью: «Русские идут» (1966) и «Моя сторона горы» (1969).

### Эстрада
Сыграл главную мужскую роль в постановке на Бродвее мюзикла Роджерса и Хаммерстайна «Звуки музыки» (1959). С середины 1950-х годов стали появляться грамзаписи Бикеля — в 1955 году он дебютировал с альбомом «Народные песни Израиля». В конце 1950-х годов Бикель начал исполнять песни на русском языке — два диска вышли в 1958 году, один — в 1960 году. В 1957 году совместно с певцом Хербом Коэном открыл в Лос-Анджелесе фолк-мьюзик кафе, в котором выступали также поэты Ленни Брюс, Гленн Ярбро, Майя Анжело. В 1961 году Теодор стал соучредителем фестиваля народной музыки в Ньюпорте, на котором выступали Пит Сигер и Джордж Уинн. До 1971 года актёр разрывался между Лос-Анджелесом (кинематограф) и Нью-Йорком (грамзапись и театр), затем перевёз семью (вторую жену и двоих сыновей) в Коннектикут. Выпустил десятки виниловых пластинок, одна из первых принёсших ему широкую мировую известность называлась «Bravo, Bikel!» и была выпущена в 1959 году на основе «живого» выступления артиста в знаменитом зале «Карнеги-Холл» в Нью-Йорке.
В 1971 году Теодор Бикель записал пластинку «Silent No More», посвящённую советским евреям.

### Телекарьера
Бикель немаловажное значение придавал телекарьере — его часто приглашали в различные телешоу — как участника, как ведущего или как организатора.

### Общественная деятельность
Занимался общественной деятельностью — он являлся президентом ассоциации актёров и артистов Америки, в 1977 году был членом Национального совета по культуре США, часто читал лекции на общественные темы.

### Образование
Имел учёные степени: доктор искусств (Университет Хартфорда), доктор гуманитарных наук (Университет Сетон-Холл).

### Личная жизнь
Несколько раз был женат, имел двух сыновей — Роберт Саймон Бикель (пошёл по стопам отца) и Дэниел Бикель (программист).

## Дискография
- 1955 Israeli Folk Songs, Elektra
- 1958 An Actor’s Holiday, Elektra
- 1958 Folk Songs of Israel, Elektra
- 1958 A Young Man and a Maid (with Cynthia Gooding), Elektra
- 1958 Theodore Bikel Sings Jewish Folk Songs, Elektra
- 1958 Songs of a Russian Gypsy, Elektra
- 1959 Folk Songs from Just about Everywhere (with Geula Gill), Elektra
- 1959 More Jewish Folk Songs, Elektra
- 1959 Bravo Bikel! (Live From Carnegie Hall), Elektra
- 1960 Songs of Russia Old and New, Elektra
- 1960 The Sound of Music (Original Broadway Cast), Columbia Records
- 1961 From Bondage to Freedom, Elektra
- 1962 A Harvest of Israeli Folk Songs, Elektra
- 1962 The Poetry and Prophesy of The Old Testament, Elektra
- 1962 The Best of Bikel, Elektra
- 1963 Theodore Bikel on Tour, Elektra
- 1964 A Folksinger’s Choice, Elektra
- 1964 The King and I, Columbia Records
- 1967 Yiddish Theatre and Folk Songs, Elektra
- 1967 Songs of the Earth (with The Pennywhistlers), Elektra
- 1968 Theodore Bikel Is Tevye, Elektra
- 1970 A New Day, Reprise Records
- 1972 — Silent no more (Soviet Jewish Underground), Star Records
- 1973 Theodore Bikel for the Young, Peter Pan Records
- 1987 Theodore Bikel Sings Jewish Holiday Songs
- 1991 Yiddish Theatre & Folk Songs — CD — Bainbridge Records
- 1991 A Passover Story — Western Wind
- 1992 A Chanukkah Story — Western Wind
- 1992 Songs of a Russian Gypsy — CD — Bainbridge Records
- 1992 Theodore Bikel Sings Jewish Folk Songs — CD — Bainbridge Records
- 1992 Theodore Bikel Sings More Jewish Folk Songs — CD — Bainbridge Records
- 1996 Rise up and Fight-Songs of Jewish Partisans — CD — US Holocaust Museum
- 1998 A Taste of Passover — CD — Rounder Records
- 2000 A Taste of Chanukkah — CD — Rounder Records
- 2006 In My Own Lifetime — CD — Jewish Music Group
- 2007 Our Song (with Alberto Mizrahi) — CD — Jewish Music

## Фильмография
- 1993 — Сокровище моей семьи (My Family Treasure)
- 1991 — Полночные воспоминания (Memories of Midnight)
- 1991 — Вдребезги
- 1977 — Коломбо: Высокоинтеллектуальное убийство (Columbo: The Bye-Bye Sky High I.Q. Murder Case)
- 1968 — Сладкий ноябрь / Sweet November — Алонзо
- 1966 — Русские идут! Русские идут! / The Russians Are Coming! The Russians Are Coming! — капитан подводной лодки
- 1964 — Моя прекрасная леди (My Fair Lady)
- 1959 — Фламандский пёс / A Dog of Flanders — Пьет ван Гельдер
- 1959 — Холмы гнева / The Angry Hills — Димитриос Тассос
- 1959 — Голубой ангел / The Blue Angel — Киперт
- 1958 — Скованные одной цепью (The Defiant Ones)
- 1958 — Я хочу жить!
- 1958 — Не склонившие головы
- 1957 — Гордость и страсть
- 1954 — Молодые любовники / The Young Lovers — Джозеф
- 1952 — Мулен Руж
- 1951 — Африканская королева